# Crkva Presvetog Trojstva (Donja Stubica)
Crkva Presvetog Trojstva  je rimokatolička crkva u općini Donja Stubica, zaštićeno kulturno dobro.

## Opis dobra
Trobrodna crkva smještena u centru naselja, pravilno orijentirana, glavnim pročeljem okrenuta prema parku. Sjeverno od svetišta nalazi se sakristija, a na zapadnom dijelu cijelom širinom proteže se pjevalište. Poligonalno svetište iz 15. st. najstariji je dio crkve, a na trijumfalnom luku otkrivene su i gotičke freske. U središnjoj osi klasicističkog pročelja nalazi se masivni zvonik s neorenesansnom kapom. Inventar crkve sastoji se od glavnog oltara, dva bočna oltara, dviju propovjedaonica, klupa, klecala i orgulja. Osim što pripada najkvalitetnijim zagorskim gotičkim crkvama, jedan je od rijetkih primjera baroknih trobrodnih crkava SZ Hrvatske.

## Zaštita
Pod oznakom Z-2360 zavedena je kao nepokretno kulturno dobro - pojedinačno, pravnog statusa zaštićena kulturnog dobra, klasificirano kao "sakralna graditeljska baština".